# Demilitarizacija
Demilitarizacija je čin ili proces razoružavanja naoružanih pojedinaca ili organiziranih paravojnih skupina u određenim području ili situaciji.
Može također uključiti demilitarizaciju vojske ili naoružanih skupina koje su bila uključene u prethodni sukob ili pri svrgavanju vlade, diktatora ili vođa. 
Značenje riječi demilitarizacija je suprotnost značenja riječi militarizacija.

## Ciljevi demilitarizacija

### Glavni ciljevi
- Postizanje mira na pogođenim području ili u određenoj situaciji;
- Spriječiti ponovno naoružavanje i širenje sukoba;
- ponovno integriranje demilitariziranih osoba u civilni život.

### Sekundarni ciljevi
- gospodarski razvitak područja;
- obrazovanje stanovnika - smanjenje nepismenosti;
- izgradnja infrastrukture;
- slobodni izbori;
- unapređenje zdravstvene skrbi;
- sprječavanje humanitarne katastrofe - gladi, pandemije.

## Metode demilitarizacije

### Općenito
- dragovoljna predaja oružja, temelji na zajedničkoj odluci o potrebi da za ponovnoj uspostavi mira;
- predaju oružja pod pritiskom oružanih snaga treće strane ili nadnacionalne organizacije, kao što je NATO;
- Završetak rata u tom području i povratak u miran život - smanjenje i restrukturiranje vojske;
- Postupno nagovaranje stanovništva za mirno rješavanje sukoba.

### Postupkak demilitarizacije obično primjenjuju Ujedinjeni narodi
- Razoružanje - predaja oružja u zamjenu za novac ili drugie usluga, kao što je zapošljavanje u redovne vojske;
- Demobilizacija - raspad paravojnih skupina;
- Rehabilitacija - povratak u društvo, pružanje obrazovanja i zapošljavanja,  psihoterapijska pomoć.

Ova procedura je formalna i temelji se na - razoružanju, demobilizaciji, reintegraciji. 